# Maximilian Tschitschke
Max vel Maximilian Tschitschke (ur. 21 stycznia 1875 w Lądku-Zdroju, zm. 2 marca 1940 w Wójtowicach) – niemiecki duchowny katolicki, historyk-regionalista, autor wartościowych prac historycznych dotyczących dziejów ziemi kłodzkiej, w szczególności dziejów kilku tamtejszych parafii katolickich.
Studiował teologię katolicką na Uniwersytecie Wrocławskim. 23 lipca 1901 przyjął święcenia kapłańskie.

## Pełnione funkcje kościelne
- wikary w Różance
- wikary w Międzylesiu (do 1917);
- proboszcz w Wójtowicach (w latach 1917–1940).

## Ważniejsze publikacje historyczne

### Publikacje książkowe
- Geschichte der Pfarrei Rosenthal in der Grafschaft Glatz [Dzieje parafii Różanka w hrabstwie kłodzkim], Habelschwerdt 1907: J. Wolf.
- Geschichte der Stadt und Pfarrei Mitellwalde [Dzieje miasta i parafii Międzylesie], Mittelwalde 1921: A. Walzel.

### Wybrane artykuły naukowe lub popularnonaukowe
- Die alten Schöppenbücher von Peucker, „Blätter für Geschichte und Heimatkunde der Grafschaft Glatz” 1, 1906–10, s. 225–228.
- Statistische Darstellung der Seelsorgebenefizien und kirchlichen Stiftungen der Grafschaft Glatz bis zum Jahr 1500, „Blätter für Geschichte und Heimatkunde der Grafschaft Glatz” 2, 1911–20, s. 1–21.
- Beiträge zur Geschichte der Stadt und Herrschaft Mittelwalde, [w:] F. Albert (red.), Festschrift zu Dr. Franz Volkmers 75. Geburtstag („Glatzer Heimatschriften” 5), Habelschwerdt 1921, s. 11–18.
- Zur Geschichte der Stadt und Herrschaft Mittelwalde, [w:] Wilhelm Müller-Rüdersdorf (red.), Die Grafschaft Glatz: Das Buch des Landes und Volkes, Breslau 1924: Verlag F. Goerlich, s. 121–128. wersja cyfrowa
- Die Gesindeordung in der Herrschaft Grafenort nach dem Urbar von 1785–1805, „Glatzer Land” 10, 1930, s. 36–42.
- Der Bauernaufstand in der Herrschaft Grafenort 1679/90, „Glatzer Heimatblätter” 17, 1931, s. 57–69.
- Leonhard von Veldhammer, ein vergessener Kolonisator der Grafschaft Glatz, „Der Grafschafter” 13, 1933, s. 23–27.
- Die Feldmark Peucker, „Glatzer Heimatblätter” 22, 1936, s. 120–134.
- Um die Erlitzbrücke zwischen Bärnwald und Peucker, „Glatzer Heimatblätter” 25, 1939, s. 28–30.